# Готсдинер, Михаил Аронович
Михаил Аронович Готсдинер (род. 21 февраля 1953, Свердловск) — советский и российский скрипач, педагог. Заслуженный артист Российской Федерации (1998).

## Биография
Родился в семье Арона (Арнольда) Львовича Готсдинера (1920—2003), скрипача, музыкального педагога, автора трудов по психологии музыки, доктора психологических наук. В 1971 году окончил Среднюю специальную музыкальную школу при Ленинградской консерватории (класс М. М. Белякова). В том же году поступил в Московскую консерваторию (педагоги Д. Ф. Ойстрах и О. В. Крыса), которую окончил в 1976 году.
Затем совершенствовался в ассистентуре-стажировке (руководитель Валерий Климов).
Профессор Московской консерватории (кафедра скрипки под руководством профессора В. М. Иванова), педагог ЦМШ (по специальности «скрипка» и дисциплине «струнный квартет») . Заслуженный артист России (1998). Лауреат Всероссийского конкурса музыкантов-исполнителей (Москва, 1969). Лауреат Международного фестиваля им. Б. Бартока (Будапешт, 1975). Лауреат Международного конкурса им. В. Букки (Рим, 1990).